# Maria Felice Tibaldi
Maria Felice Tibaldi (Roma, 19 novembre 1707 – Roma, 3 febbraio 1770) è stata una pittrice italiana, molto nota nell'ambiente romano soprattutto per le sue doti di miniaturista.

## Biografia
Figlia di Giovanni Battista Tibaldi, violinista modenese, studiò con Giuseppe Felice Ramelli. Dipinse soggetti storici, ad olio e a pastello, come Bacco e Arianna e Angelica e Medoro e ritratti in miniatura. Il 23 marzo 1739 sposò il pittore francese Pierre Subleyras.

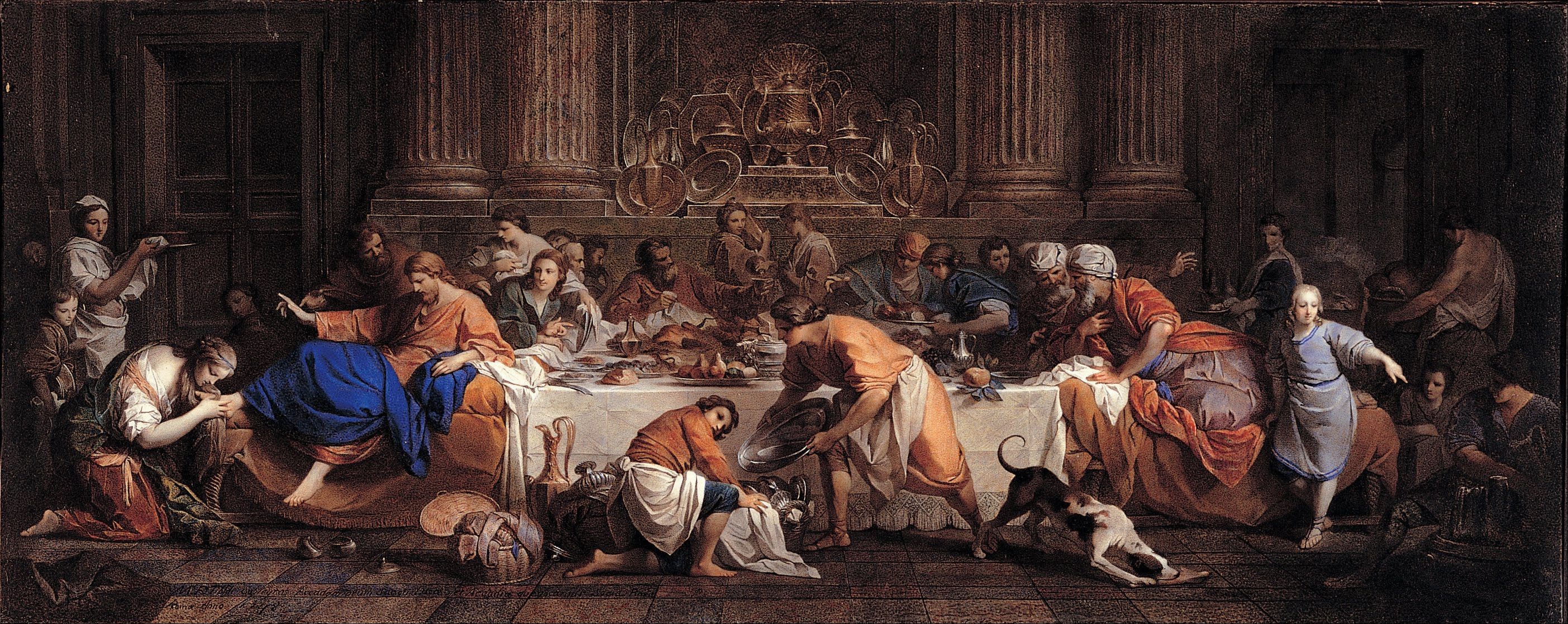
Maria Felice Tibaldi Subleyras, Cena a casa del fariseo

Il suo dipinto in miniatura, su pergamena, Maria Maddalena ai piedi di Gesù Cristo nella casa di Simone il fariseo è una copia del quadro che il marito Pierre Subleyras nel 1737 dipinse per il refettorio del convento di Santa Maria Nuova, ad Asti. La tela, spostata nel 1798 nella Basilica di Superga, fu sequestrata dai francesi nel 1799 e ora è al museo del Louvre. Maria Felice Tibaldi Subleyras vendette la copia in miniatura a papa Benedetto XIV che la pagò mille scudi. Ora si conserva alla Pinacoteca Capitolina. Maria Felice non copiò l'originale, ma il bozzetto di Subleyras che fu venduto, dopo il 1752, a Charles Natoire e che oggi è conservato al Louvre.
Il quadro Nudo femminile di schiena di Pierre Subleyras, che è alla Galleria Nazionale d'Arte Antica a Palazzo Barberini, rappresenta forse sua moglie Maria Felice Tibaldi. Il lenzuolo bianco e il corpo rosato risaltano sullo sfondo nero. Il dipinto era stato attribuito ad altri pittori e solo dal 1970, con l'esame di documenti, è stato assegnato a Subleyras.
Tibaldi rimase vedova nel 1749 e dovette sovvenire da sola a bisogni dei figli. La sua produzione fu notevole e di lei venivano esaltate la precisione del tratto e l'armonioso utilizzo dei colori. Una delle su opere più apprezzate fu la copia de L'aurora che Guercino realizzò a villa Ludovisi.
Maria Felice Tibaldi fu accolta nell'Accademia di San Luca l'8 aprile 1742: era la seconda pittrice ad esservi ammessa, dopo Rosalba Carriera. In Arcadia entrò insieme al marito, nel 1743, con il nome di Asteria Aretusa. Morì nel 1770 all'età di 62 anni.
Le sue sorelle Teresa, anche lei miniaturista, e Isabela Tibaldi furono entrambe pittrici, come anche la figlia Clementina. Teresa collaborò talvolta con lei, mentre la sorella Isabella sposò il pittore francese Pierre Charles Trémolières nel 1734 e si trasferì in Francia.